# 2004 год в киберспорте

## Турниры
Ниже приведён список международных и национальных турниров, прошедших в 2004 году, ход и результаты которых удостоились освещения со стороны профессиональных сайтов и изданий.

### Январь
| Турнир                               | Место проведения       | Дата проведения | Дисциплины   | Призовой фонд |
| ------------------------------------ | ---------------------- | --------------- | ------------ | ------------- |
| Blizzard Worldwide Invitational 2004 | Республика Корея, Сеул | 15—17 января    | Warcraft III |               |

### Март
| Турнир        | Место проведения | Дата проведения   | Дисциплины   | Призовой фонд |
| ------------- | ---------------- | ----------------- | ------------ | ------------- |
| WC3L Season V |                  | 21 марта — 5 июня | Warcraft III |               |

### Июнь
| Турнир               | Место проведения | Дата проведения | Дисциплины   | Призовой фонд |
| -------------------- | ---------------- | --------------- | ------------ | ------------- |
| WC3L Season V Finals | Германия, Кёльн  | 26—27 июня      | Warcraft III | 2500$         |

### Июль
| Турнир                | Место проведения | Дата проведения | Дисциплины   | Призовой фонд |
| --------------------- | ---------------- | --------------- | ------------ | ------------- |
| ESWC 2004 Grand Final | Франция, Пуатье  | 6—11 июля       | Warcraft III |               |

### Август
| Турнир               | Место проведения | Дата проведения          | Дисциплины              | Призовой фонд |
| -------------------- | ---------------- | ------------------------ | ----------------------- | ------------- |
| ESL King of the Hill |                  | 14 августа — 29 сентября | Warcraft III, QuakeLive |               |
| WC3L Season VI       |                  | 14 августа — 7 ноября    | Warcraft III            |               |

### Октябрь
| Турнир                 | Место проведения   | Дата проведения | Дисциплины                                     | Призовой фонд |
| ---------------------- | ------------------ | --------------- | ---------------------------------------------- | ------------- |
| World Cyber Games 2004 | США, Сан-Франциско | 6—10 октября    | Warcraft III, CS: Source, StarCraft: Brood War | 2500000$      |

### Декабрь
| Турнир                | Место проведения  | Дата проведения | Дисциплины   | Призовой фонд |
| --------------------- | ----------------- | --------------- | ------------ | ------------- |
| WC3L Season VI Finals | Дания, Копенгаген | 4—5 декабря     | Warcraft III |               |

## Победители крупнейших соревнований
Победителями наиболее значительных киберспортивных соревнований в 2004 году, в число которых входят регулярно проводимые крупные турниры, собирающие лучших игроков в различных дисциплинах, а также турниры с крупным призовым фондом (более 10 000$ за первое место), стали следующие игроки и команды.

### StarCraft: Brood War
- Со Джи «XellOs» Хун — World Cyber Games 2004 (25000$)

### Warcraft III
- Фредрик «MaDFroG» Йоханссон — Blizzard Worldwide Invitational 2004 (25000$)
- Мануэль «Grubby» Шенхаузен — World Cyber Games 2004 (25000$)